# Paesaggio minerario della Cornovaglia e del Devon occidentale
Il Paesaggio minerario della Cornovaglia e del Devon occidentale è un patrimonio dell'umanità che comprende miniere sparse per tutta la Cornovaglia e per il Devon nel sud-ovest del Regno Unito. Il sito divenne patrimonio dell'umanità durante la trentesima sessione del Comitato dell'UNESCO a Vilnius, nel luglio 2006.

## Storia
Fino alla metà del Cinquecento il Devon produceva approssimativamente il 25-40% dello stagno della Cornovaglia, ma la quantità era relativamente piccola. Dopo il 1540 la produzione della Cornovaglia decollò mentre quella del Devon si ridusse ad un decimo rispetto a quella dei vicini. A partire dalla metà del XVI secolo il Devon produceva poca ricchezza per il re, e venne considerato attività secondaria dal Supremacy of Parliament Act del 1512 (questo atto non si applicava alle industrie della Cornovaglia).
Il paesaggio della Cornovaglia e del Devon è stato completamente modificato nel XVIII e XIX secolo dalle miniere di rame e stagno. Le miniere sotterranee, gli edifici sovrastanti, le fonderie, le nuove città, le piccole tenute i porti e le altre industrie rifletterono l'innovazione tecnica che, all'inizio del diciannovesimo secolo, permisero alla regione di produrre i due terzi del fabbisogno mondiale di rame. Alla fine dell'Ottocento la produzione di arsenico aumentò grazie alle miniere situate nella Cornovaglia orientale e nel Devon occidentale, e rappresentò la metà della produzione mondiale. L'inizio del XIX secolo vide anche una rivoluzione nella tecnologia del vapore che avrebbe trasformato radicalmente il lavoro all'interno delle miniere in dura roccia. L'alta pressione permise agli ingegneri quali Richard Trevithick di inventare macchinari che permettessero di andare più in profondità. I nuovi macchinari vennero esportati alle fonderie di Hayle, Perranarworthal, Tavistock e in altri posti nel mondo per tutto il secolo.
A partire dall'inizio dell'Ottocento molti minatori si trasferirono nelle comunità della Cornovaglia, questo flusso raggiunse il culmine alla fine del XIX secolo. Molti discendenti di questi minatori sono emigrati in giro per il mondo portando con sé la tradizione dei padri; case simili a quelle della Cornovaglia si possono trovare in Australia, Nuova Zelanda, Sudafrica, Messico, Isole Vergini Britanniche, Spagna oltre ovviamente all'Inghilterra, al Galles, alla Scozia, all'Irlanda e all'Isola di Man. Anche dopo il disastro del 1860 l'attività estrattiva continuò in Cornovaglia (anche se su scala ridotta) specializzandosi soprattutto nello stagno. Le miniere metallifere chiusero definitivamente nel 1998 con la sospensione dell'attività nella miniera di South Crofty, a Pool, ultima miniera di stagno in Europa.

## Aree
Il patrimonio dell'umanità comprende miniere separate l'una dall'altra, anche se possono essere considerate un corpo unico tra la Cornovaglia ed il Devon. Le aree (il codice deriva dalla nomenclatura del sito) sono:
- A1 - St Just Mining District
- A2 - Port of Hayle
- A3i - Tregonning and Gwinear Mining District
- A3ii - Trewavas District
- A4 - Wendron Mining District
- A5i - Camborne and Redruth Mining District
- A5ii - Wheal Peevor
- A5iii - Portreath Harbour
- A6i - Gwennap Mining District
- A6ii - Perran Foundry
- A6iii - Kennall Vale
- A7 - St Agnes Mining District
- A8i - Luxulyan Valley
- A8ii - Charlestown
- A9 - Caradon Mining District
- A10i - Tamar Valley
- A10ii - Tavistock